# Acalyptris rotundus
Acalyptris rotundus là một loài bướm đêm thuộc họ Nepticulidae. Nó được tìm thấy ở rừng mưa Amazon gần chân núi ở Ecuador.
Sải cánh dài 4.3-4.4 mm đối với con đực. Con trưởng thành bay vào cuối tháng 1.